# 愛的東西
愛的東西是由阿爾伯特·哈蒙德和霍莉·奈特創作，美國歌手蒂娜·透納錄製於1991年發行的專輯《完全最佳》（Simply the Best）中的歌曲。
《告示牌》的拉里·弗里克（Larry Flick）評論說：「新歌曲出現在即將推出的熱門專輯《完全最佳》中，是首大搖大擺的搖滾歌曲，充斥著脆脆的吉他和一個肌肉發達的節奏部分。音調和安排是透納招牌咆哮的絕配。」

## 排行榜
| 榜單（1992年）             | 高峰位置 |
| -------------------------- | -------- |
| 澳大利亞（ARIA）           | 62       |
| 67                         |          |
| 荷兰（荷蘭四十強單曲榜）   | 36       |
| 英國（官方榜单公司單曲榜） | 29       |

| 榜單（1992年）           | 高峰位置 |
| ------------------------ | -------- |
| 荷蘭（荷蘭四十強單曲榜） | 329      |